# MDM4
Le MDM4 (pour « murine double minute 4 »), appelé aussi MDMX, est une protéine dont le gène est le MDM4 situé sur le chromosome 1 humain.

## Rôles
Il régule l'activité du P53.
Il intervient dans l'embryogenèse, la maturation des vaisseaux sanguin et l'érythropoïèse. Il inhibe la réparation de l'ADN.

## En médecine
La molécule est exprimée dans différents cancers, permettant l'inhibition de l'activité anti-oncogène du p53. Elle est alors sous une isoforme différente de celle des tissus normaux, par épissage alternatif favorisé par l'oncoprotéine SRSF3.